# Eisfabrik (Berlin)

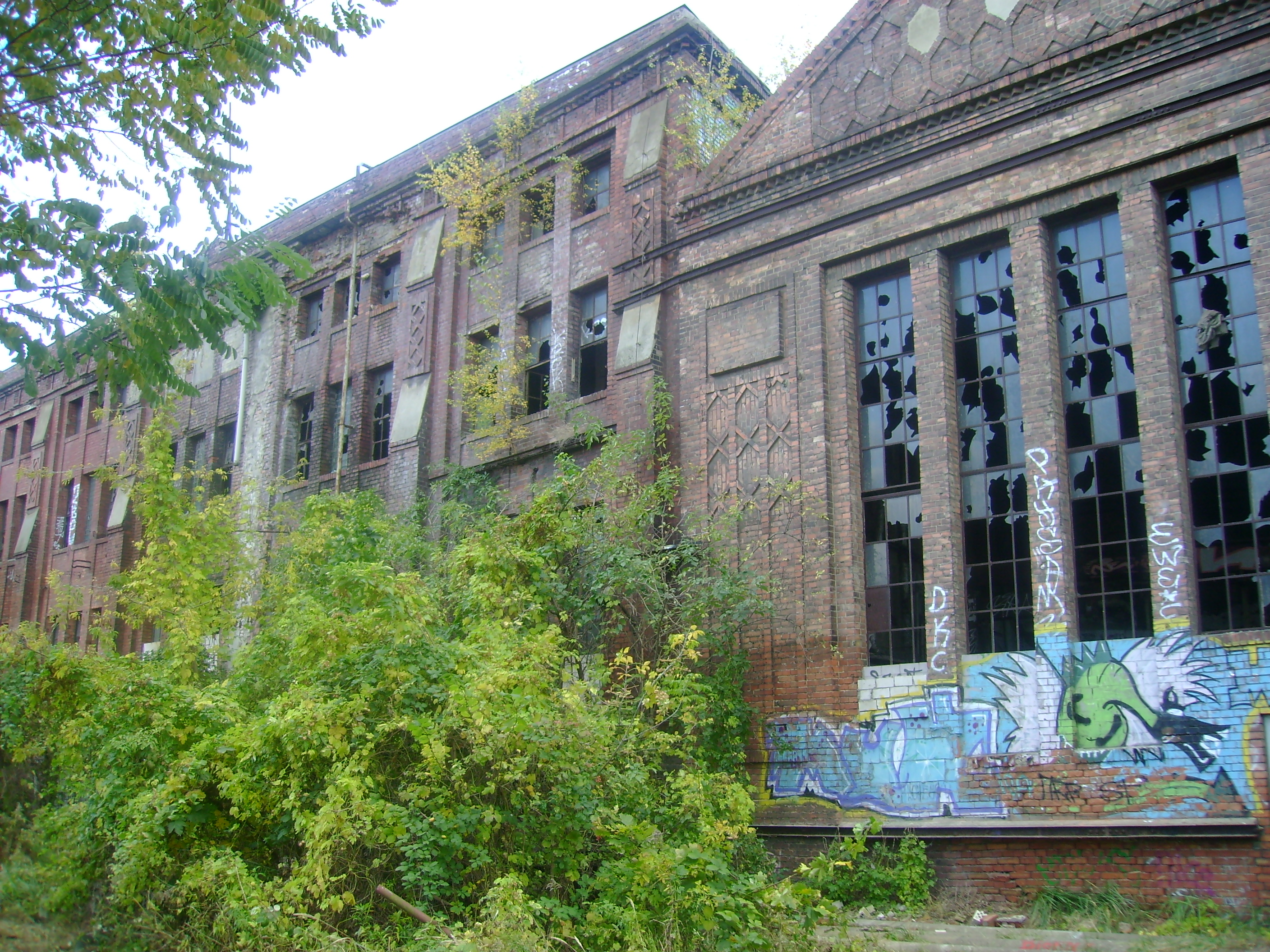
La Eisfabrik en 2007

La Eisfabrik est une fabrique de glace située à Berlin, dans le quartier de Berlin-Mitte sur la Köpenicker Straße. 
Située à proximité de la Seife Fabrik (fabrique de savon), qui abrite notamment le club Kater Holzig, il s'agit de l'une des plus vieilles fabriques traditionnelles d'Allemagne : sa construction par Linde AG remonte à 1896, et sa production a duré jusqu'en 1995. Elle est depuis lors laissée à l'abandon par son propriétaire, la société immobilière Treuhand, qui a prévu de la démolir : en 2010 les deux entrepôts frigorifiques ont déjà été détruits. L'immeuble principal est classé monument historique mais le reste du terrain doit être reconstruit et aménagé, comme une grande partie des bords de la Spree sous l'effet de la pression immobilière.
Au début du XXIe siècle le bâtiment sert de squat et a connu plusieurs incidents de sécurité : en 2010 notamment un incendie s'est déclaré à l'intérieur, au cours d'un rassemblement de 500 personnes environ organisé via Facebook.